# Zelena Glava
 (août 2019).
Si vous disposez d'ouvrages ou d'articles de référence ou si vous connaissez des sites web de qualité traitant du thème abordé ici, merci de compléter l'article en donnant les références utiles à sa vérifiabilité et en les liant à la section « Notes et références ».
Le mont Zelena Glava est le point culminant du massif du Prenj, situé en Bosnie-Herzégovine. Son nom signifie « Tête verte ». Il culmine, selon les sources, à 2 115 ou 2 155 mètres d'altitude.

## Ascension
Le sentier principal reliant le sommet part de la vallée de Bijela, à quelques kilomètres au sud de la ville de Konjic. Une route asphaltée traverse le village et ses hameaux, jusqu'à une barrière indiquant que des tirs ont lieu en semaine à des horaires précis. La route continue alors sur terrain caillouteux mais roulant, jusqu'à un petit parking et une pancarte rouge indiquant plusieurs destinations, dont le refuge de Jeserce. De là part le sentier à proprement parler.
Le refuge de Jeserce est indiqué en 4 heures, via un chemin très bien marqué à l'aide de ronds rouge et blanc. Il monte fortement en sous-bois, passe devant des pancartes indiquant le risque de mines si l'on s'écarte du chemin. Puis la vue commence à se dégager peu avant le refuge. Le sommet de Zelena Glava est indiqué pour la première fois au refuge, avec un panneau planté à l'endroit précis où commence le sentier — toujours aussi bien marqué — jusqu'au sommet. Il indique le sommet en 1 h 30 supplémentaires.
Le sentier passe par un col, d'où une première vue sur le massif du Prenj est permise. Le sommet se voit à l'ouest. Après un léger replat vers 1 900 m, les derniers mètres d'ascension deviennent plus raides, nécessitant l'appui des mains par endroits, avec toutefois un cable permettant de s'aider si besoin. Un petit drapeau bosniaque métallique a été installé au sommet.